# Metasclerosoma remyi
Metasclerosoma remyi is een hooiwagen uit de familie Sclerosomatidae.